# Yuxarı Buzqov
Yuxarı Buzqov è un comune dell'Azerbaigian situato nel distretto di Babək.